# Patagoniophis
Patagoniophis is een geslacht van uitgestorven slangen uit de familie Madtsoiidae, die tijdens het Laat-Krijt tot Vroeg-Eoceen in Zuid-Amerika en Australië leefden.

## Fossiele vondsten
Er zijn twee soorten beschreven. Typesoort Patagoniophis parvus werd in 1986 beschreven. Deze soort leefde tijdens het Laat-Krijt en is bekend van fossiele vondsten uit de Los Alamitos-formatie in Argentinië. 
P. australiensis werd in 2005 beschreven op basis van wervels, ribben en een onderkaak die werden gevonden in de Murgon Fossil Site in de Australische deelstaat Queensland. P. australiensis leefde tijdens het Vroeg-Eoceen. In de Murgon Fossil Site zijn ook fossielen gevonden van de verwanten Alamitophis en Madtsoia. 
Aan het einde van het Krijt en het begin van het Cenozoïcum waren Zuid-Amerika en Australië via Antarctica met elkaar verbonden als restant van het voormalige supercontinent Gondwana, want het voorkomen op beide continenten van Patagoniophis en zijn verwanten verklaard.  

## Kenmerken
Patagoniophis is de kleinst bekende vorm uit de Madtsoiidae. De lengte wordt geschat op ongeveer vijfig centimeter.